# Святополк Юрійович
Святопо́лк Ю́рійович (*? — †19 квітня 1190) — князь Турівський (після 1170–1190).

## Біографія
Син Юрія Ярославича Туровського та Ганни Всеволодівни. Шурин (швагро) Великого князя Київського Рюрика Ростиславича.
У 1157 за дорученням Ярослава Осмомисла поїхав до Юрія Долгорукого за Іваном Ростиславичем Берладником — ворогом галицького князя, який був посаджений у темницю. Юрій відправив Берладника в Суздаль, за Івана Ростиславича заступилося духовенство. В 1161 брав участь у поході проти Володимира Мстиславича. В 1168 брав участь разом з іншими князями у великому поході проти половців, підтримував Мстислава Ізяславича в боротьбі проти Андрія Боголюбського, потім перейшов на сторону Андрія проти Ростиславичів (1173). В 1173 просив повернутися Ольгу Юріївну, дружину Ярослава Осмомисла, яка втекла разом з сином Володимиром у Польщу. В 1183 відмовився прийняти галицького князя Володимира Ярославича.
Помер 19 квітня 1190, був похований у церкві Михайла Золотоверхого монастиря, збудованій за сприяння прадіда Святополка Ізяславича.

## Діти
- Володимир Святополчич, князь Пінський (помер до 1228)
- Ростислав Святополчич, князь Пінський (помер після 1232)